# Трамвай „Желание“
 Тази статия е за пиесата на Тенеси Уилямс.  За едноименния филм на Елия Казан вижте Трамвай Желание (филм).  
Трамвай „Желание“ (на английски: A Streetcar Named Desire) е пиеса на американския автор Тенеси Уилямс. Появява се през 1947 г., скоро след първия голям успех на Уилямс, Стъклената менажерия. Въпреки че Уилямс продължава да редактира текста чак до 80-те години на 20 век, нито един от по-късните варианти не се радва на огромния успех на първия. „Трамвай „Желание“ е истински шедьовър на американския театър, пиеса, която донася световна слава на Тенеси Уилямс.

## Адаптации като филм и опера
- През 1951 г. Елия Казан прави по пиесата филм с Марлон Брандо и Вивиан Лий в главните роли.
- През 1995 г. в операта на Сан Франциско се състои премиерата на едноименната опера, композирана от Андре Превин по либрето на Филип Литъл.

## Български театър
- Пиесата се играе в Театъра на българската армия.[1]